# Paupiette

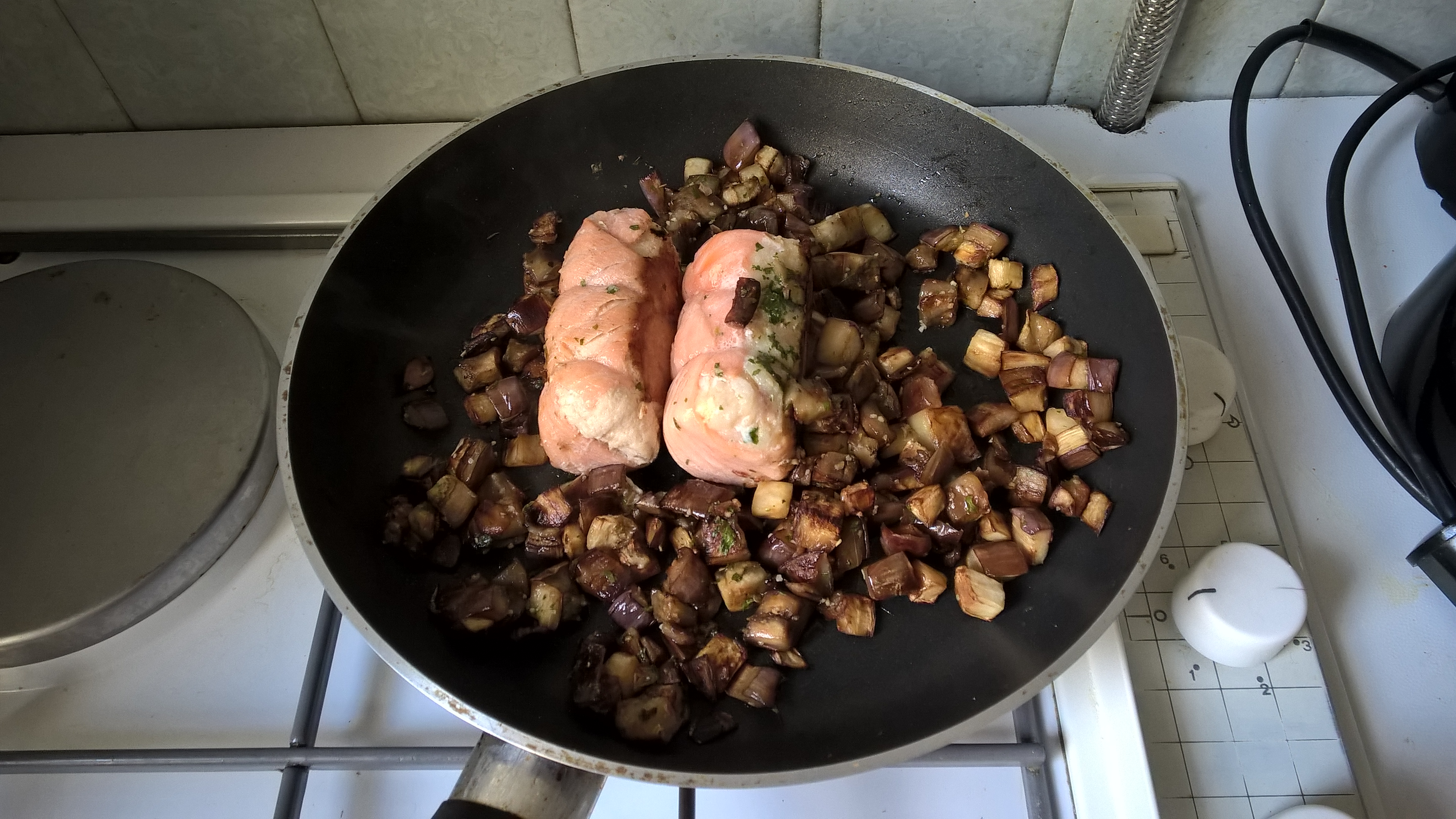
Paupiettes de salmón con boletus.

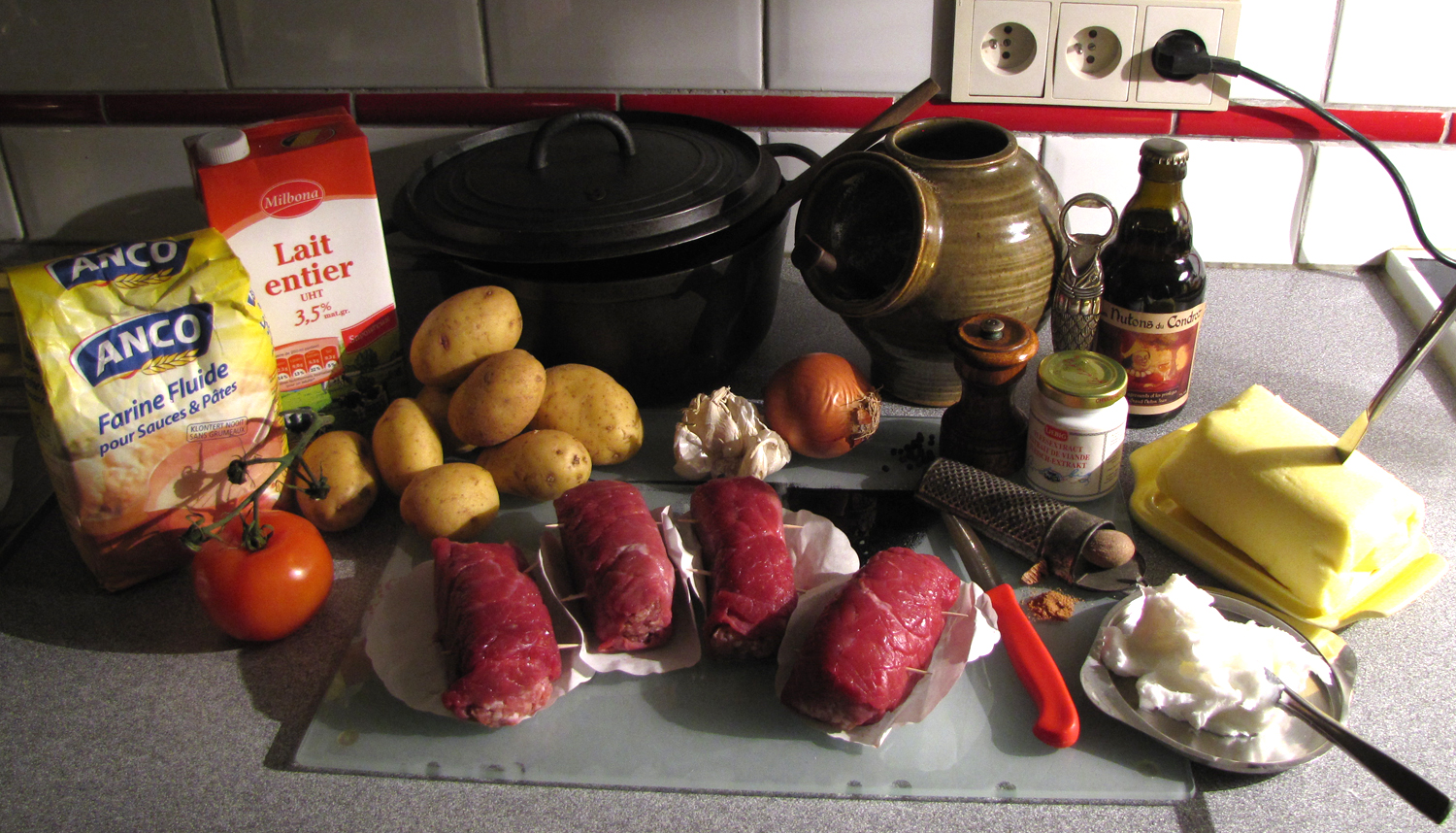
Paupiettes de buey crudas antes de ser cocinadas.

Una paupiette es una preparación culinaria tradicional de Francia. Consiste en un filete de carne de ternera, golpeado hasta dejarlo fino, y enrollado sobre un relleno. Suele cocerse en salsa con vino o caldo, pero puede también freírse o brasearse. Es muy popular en Francia, vendiéndose ya preparado en supermercados y carnicerías.
Las paupiettes pueden también hacerse con otros ingredientes, como pollo, buey, cordero, escalope de pavo o rodajas de molleja de ternera. Se puede hacer también con un filete fino de pescado relleno (atún, lenguado, pescadilla o incluso anchoa) que se ata antes de cocerlo en caldo.
Una paupiette es un tipo de roulade, y a veces se lo denomina braciola. También se conoce con el mismo nombre una receta francesa clásica de 

## Ejemplos depaupiettes
- Paupiettes de volaille florentine, donde el relleno es espinaca, prosciutto y arroz.[2]
- Paupiettes de cordero à la créole, donde el relleno es farsa de cerdo con cebolla y pimiento.[3]
- Paupiettes de pavo à la crécy, donde el relleno es una farsa de cerdo mezclada con una duxelle seca y perejil picado, ligados con huevo.[3]